# Françoise Hardy
Françoise Madeleine Hardy (født 17. januar 1944, død 11. juni 2024) var en fransk sanger-sangskriver og skuespiller. Hun var især kendt for at synge sange inden for et bredt spektrum fra pop over country, folk, bossanova til jazz. Hun brød igennem i begyndelsen af 1960'erne som en af de førende skikkelser i den såkaldte "yé-yé"-stil, inspireret af den engelske popbølge, hvor mange af hittene omfattede "oh oh oh" eller "yeah yeah". Hun skrev oftest sine sange selv, oftest på sit franske modersmål, men også på engelsk, italiensk og tysk. Hun fik en karriere på over 50 år, hvor hun udgav mere end tyve album.

## Musikkarrriere
Hun var født og voksede op i 9. arrondissement i Paris og debuterede som sanger i 1962, hvor hun straks fik succes med sangen "Tous les garçons et les filles", som hun fik mulighed for at synge på nationalt tv. I en periode flyttede hun til London, hvor hun indspillede flere album, og hun blev snart en international stjerne. I 1968 blev hun træt af at spille koncerter og koncentrerede sig i stedet om at skrive musik i forsøget på at komme ud over det banale. I 1970'erne spillede hun blandt andet sammen med den brasilianske guitarist Tuca på albummet La question (1971) og med Serge Gainsbourg på Message personel (1975), og senere indspillede hun i 2000 albummet Clair-obscur, hvor hun blandt andet sang sangen "I'll Be Seeing You" sammen med Iggy Pop. Hendes sidste album, Personne d'autre, udkom så sent som i 2018, hvor hun var mærket af sygdom, men sangene var arrangeret, så hun stadig kunne synge dem.

## Filmkarriere
Hendes popularitet som sanger betød, at hun fik mange filmtilbud, og hun debuterede i 1963 i Roger Vadims Slottet i Sverige. Senere medvirkede hun også i blandt andet John Frankenheimers Grand Prix (1966), men snart holdt hun sig tilbage for filmopgaver, fordi hun hellere ville udtrykke sig i musikken.

## Modearbejde
Med sit gode udseende blev hun desuden et modeikon, der kom til at arbejde sammen med flere store designere som Yves Saint Laurent og André Courrèges, og bladet Vogue udnævnte hende til indbegrebet af fransk stil.

## Astrologi
Ved siden af sin musik uddannede Hardy sig til astrolog og skrev flere bøger om dette emne.

## Privatliv
Hardy havde et forhold til en fotograf tidligt i sin karriere, men i 1967 begyndte hun et forhold til sangeren Jacques Dutronc. I 1973 fødte hun deres søn, Thomas, der som sine forældre blev musiker. Hardy og Dutronc flyttede sammen året efter sønnens fødsel, og de blev gift i 1981. Forholdet blev efterhånden belastet, så de flyttede fra hinanden, dog uden at blive skilt.
Hun blev beundret af en række kendte mænd, og blandt andet Jacques Prévert og Bob Dylan skrev digte til hende. Også mænd som Mick Jagger, David Bowie og Salvador Dali var blandt hendes beundrere, men hun holdt dem alle fra livet.
De sidste tyve år af sit liv led Hardy af såvel strube- som lymferkræft. Kort før sin død skrev hun til præsiden Emmanuel Macron om tilladelse til at modtage aktiv dødshjælp, hvilket hun fik afslag på. Hun døde af sine kræftsygdomme som 80-årig 11. juni 2024.